# Seberang Merangin
Seberang Merangin is een bestuurslaag in het regentschap Kerinci van de provincie Jambi, Indonesië. Seberang Merangin telt 737 inwoners (volkstelling 2010).